# Caluire-et-Cuire
Caluire-et-Cuire é uma comuna francesa na Metrópole de Lyon, na região administrativa de Auvérnia-Ródano-Alpes.

## Geografia
Caluire-et-Cuire é uma comuna da periferia norte de Lyon. Em número de habitantes, ela é a sexta comuna da Metrópole de Lyon, após Lyon, Villeurbanne,  Vénissieux, Vaulx-en-Velin e Saint-Priest.

## História
A comuna de Caluire-et-Cuire foi criada pela fusão das comunas de Caluire e do bairro de Cuire, desligado da antiga comuna de Cuire-La Croix-Rousse.
Jean Moulin foi preso em Caluire, na casa do doutor Frédéric Dugoujon, em 21 de junho de 1943.

## Personalidades ligadas à comuna
- O poeta Jacques Roubaud aqui nasceu em 1932.
- O Abade Pierre viveu na década de 1950 na rua Eugène Villon.